# Avertissement pénal probatoire
L'avertissement pénal probatoire est, en droit français, l'une des mesures alternatives aux poursuites que peut décider de prendre le procureur de la République prévues par l'article 41-1 du code de procédure pénale.
Cette mesure est créée par l'article 14 de la loi pour la confiance dans l'institution judiciaire promulguée le 22 décembre 2021 pour remplacer le rappel à la loi, qui était inscrit dans le code de procédure pénale depuis 1999. L'avertissement pénal probatoire est entré en vigueur le 1er janvier 2023.

## Historique
Le rappel a la loi a été introduit dans le Code de procédure pénale en 1999. Décidé par le procureur de la République comme mesure alternative aux poursuites pour les infractions de faible gravité, il pouvait être adressé par le procureur de la République, l'un de ses délégués ou médiateurs ou par un officier de police judiciaire, qui était chargé de signifier à l'auteur des faits son tort envers la loi ou le règlement violé et les peines encourues pour une telle violation, avant de faire bénéficier l'auteur d'un classement sans suite de l'affaire. 
Ce rappel à la loi était critiqué par de nombreux policiers, gendarmes et magistrats car jugé trop peu efficace face à la récidive mais également perçu comme développant un sentiment d'impunité chez l'auteur de l'infraction et la victime. Les policiers et les gendarmes souhaitaient être déchargés de cette tâche, et réclamaient davantage de solennité dans cet entretien et une plus forte réponse pénale pour ce qui est considéré comme le « premier barreau de l'échelle des sanctions ». Le rappel à la loi était avant sa suppression une mesure prononcée environ 270 000 fois par an et représentait entre 20% et 30% de la réponse pénale. 
Le 27 septembre 2021, le ministre de la Justice Éric Dupond-Moretti annonce dans un entretien accordé au Figaro sa volonté de le remplacer par un nouveau dispositif appelé l'avertissement pénal probatoire, qui sera inclus dans la loi pour la confiance dans l'institution judiciaire du 22 décembre 2021.

## Mise en œuvre
Comme cela était le cas pour le rappel à la loi, ce dispositif permet à l'auteur d'une infraction d'échapper à des poursuites pénales. Cette mesure alternative aux poursuites n'étant pas une condamnation, l'avertissement pénal probatoire n'est pas inscrit dans le casier judiciaire. Il ne peut être prononcé que si l'auteur de l'infraction reconnaît sa culpabilité, s'il n'a jamais été condamné par le passé et si l'infraction qui lui est reprochée ne constitue pas une violence contre les personnes ou un délit commis contre une personne dépositaire de l'autorité publique ou investie d'un mandat électif public. Sur le plan civil, la procédure suspend la prescription de l'action publique, ce qui permet éventuellement à la victime de demander des dommages et intérêts. De plus, cet avertissement ne peut être prononcé que si la victime a été indemnisée ou que son préjudice a été réparé. 
Lorsqu'un avertissement pénal probatoire est décidé par le procureur, il ne peut être adressé à l'auteur de l'infraction que par le procureur lui-même ou par l'un de ses délégués, non par un officier de police judiciaire, comme cela était possible pour un rappel à la loi avant 2023, le but étant de rendre cette mesure plus solennelle pour l'auteur de l'infraction. 
Durant l'entretien au cours duquel est réalisé cet avertissement, le procureur de la République ou son délégué signifie à l'auteur de l'infraction son tort vis-à-vis de la loi ou du règlement qu'il a enfreint et les peines encourues pour la commission d'une telle infraction. De plus, il lui indique également que cette décision sera revue en cas de nouvelle infraction dans un délai de deux ans (ou d'un an uniquement pour les contraventions) et que l'auteur serait dans ce cas jugé à la fois pour la nouvelle infraction commise mais également pour celle précédemment sanctionnée par un avertissement pénal probatoire,.